# Bolivaritettix luteolineatus
Bolivaritettix luteolineatus är en insektsart som beskrevs av Zheng, Z. 2003. Bolivaritettix luteolineatus ingår i släktet Bolivaritettix och familjen torngräshoppor. Inga underarter finns listade i Catalogue of Life.